# تشاد رايت
تشاد رايت (بالإنجليزية: Chad Wright) هو منافس ألعاب قوى جامايكي، ولد في 25 مارس 1991 في كينغستون في جامايكا.

## وصلات خارجية
- تشاد رايت على موقع الاتحاد الدولي لألعاب القوى (الإنجليزية)
- تشاد رايت على موقع TFRRS.org (الإنجليزية)
- تشاد رايت على موقع اللجنة الأولمبية الدولية (الإنجليزية)
- تشاد رايت على موقع أوليمبيديا (الإنجليزية)